# 피복작물

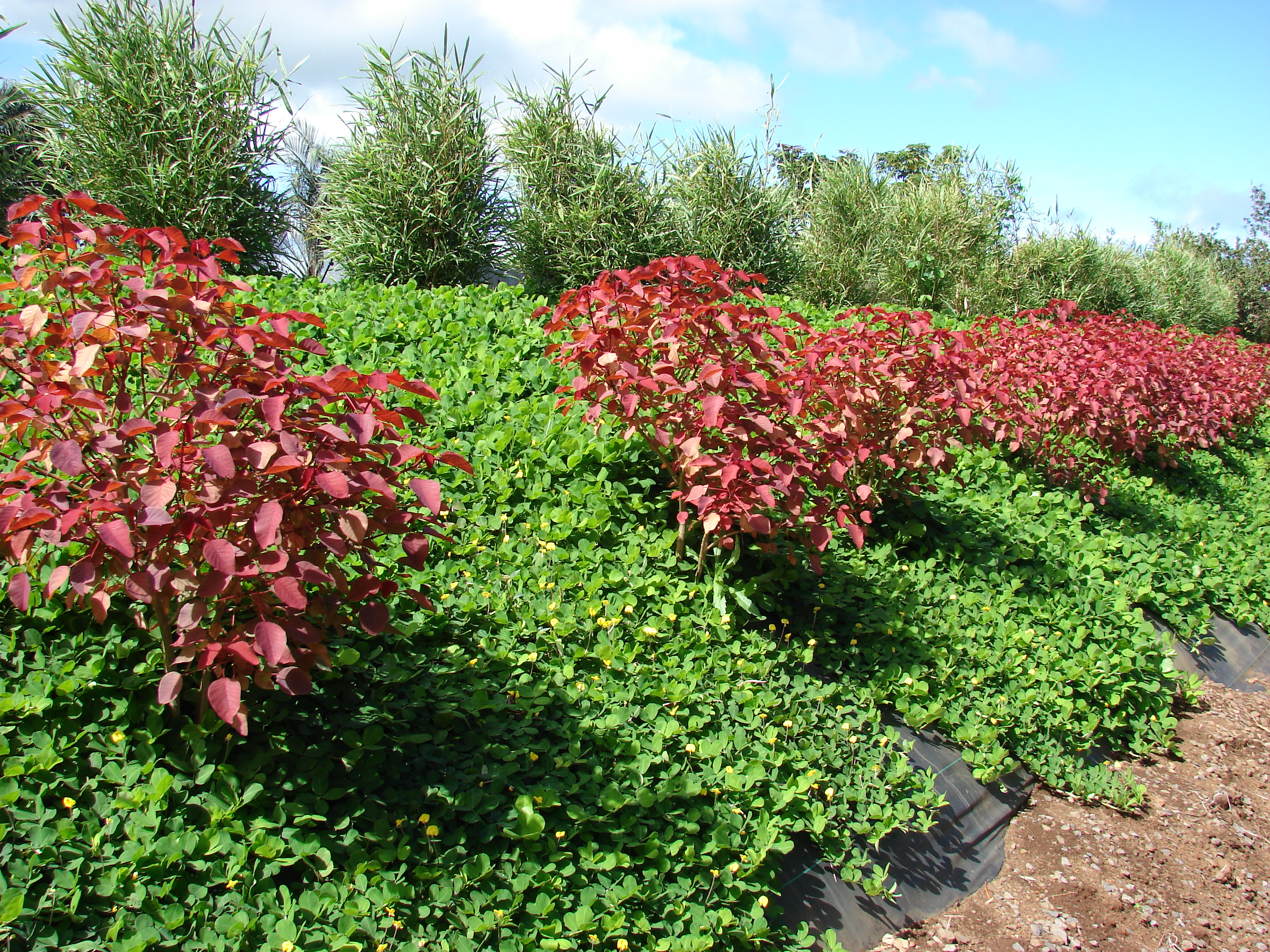

피복작물(被復作物)은 다년생 목초 등과 같이 강우를 차단하여 경지를 우적침식으로부터 보호하는 효과가 있는 작물이며, 과수원, 간작재배지대, 대상재배지대, 경사지 등에서 토양침식의 방지효과가 크고, 한계침식기에 식물의 피복도를 높인다.

## 같이 보기
- 타감 작용
- 질소 순환
- 질소 고정
- 유기물
- 토양 오염